# Phylica pubescens
Phylica pubescens är en brakvedsväxtart som beskrevs av William Aiton. Phylica pubescens ingår i släktet Phylica och familjen brakvedsväxter.

## Underarter
Arten delas in i följande underarter:
- P. p. angustifolia
- P. p. orientalis

## Bildgalleri

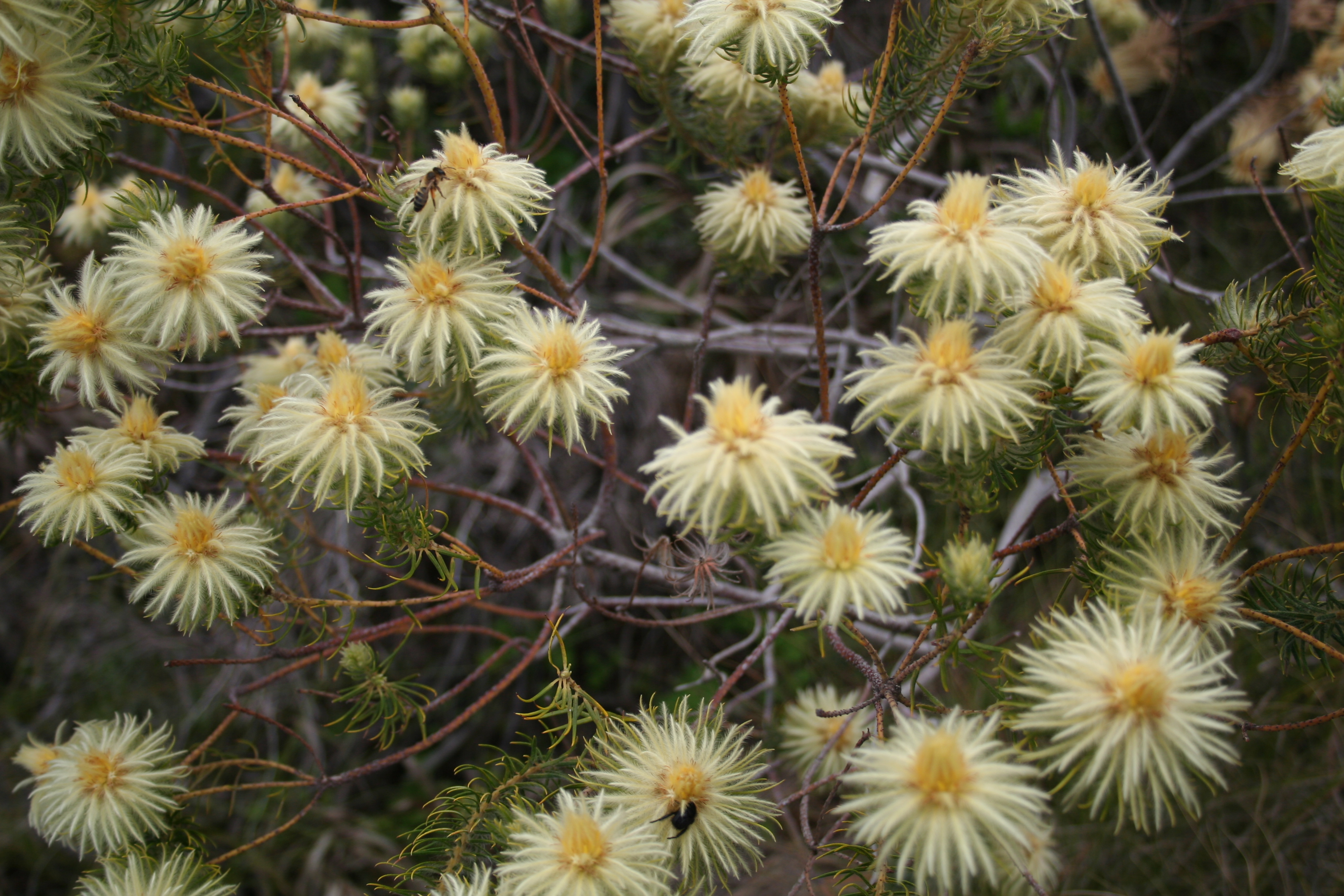
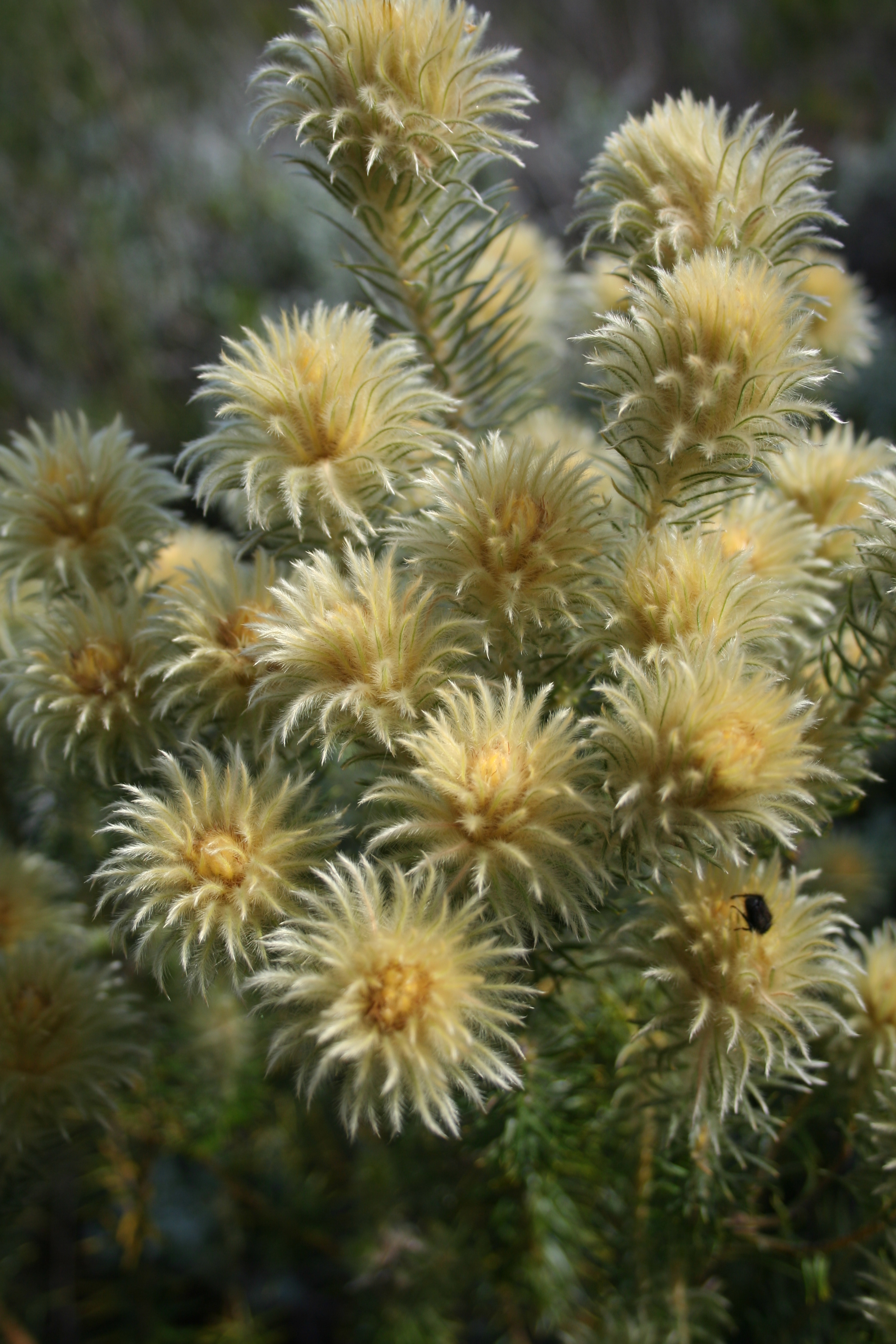
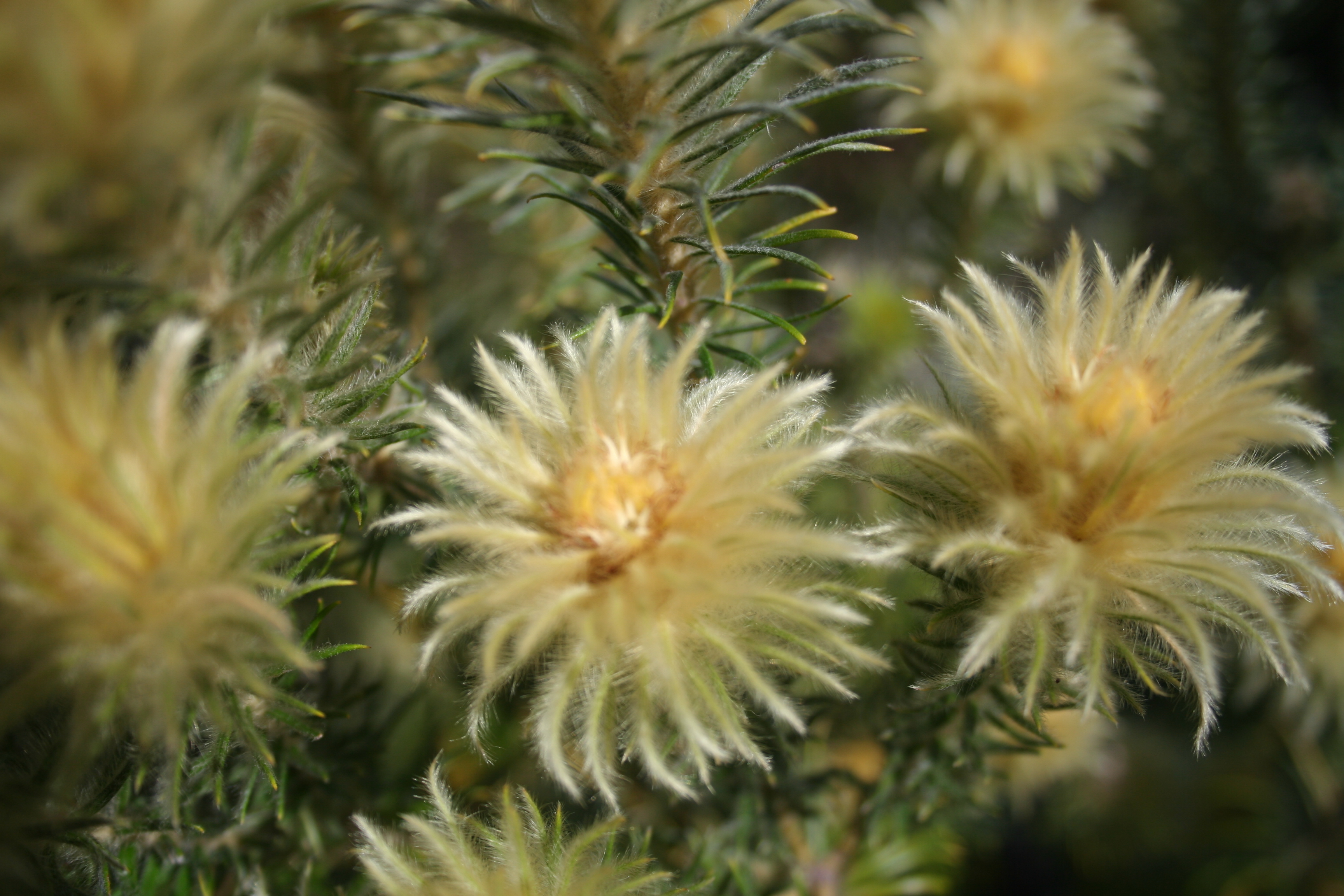
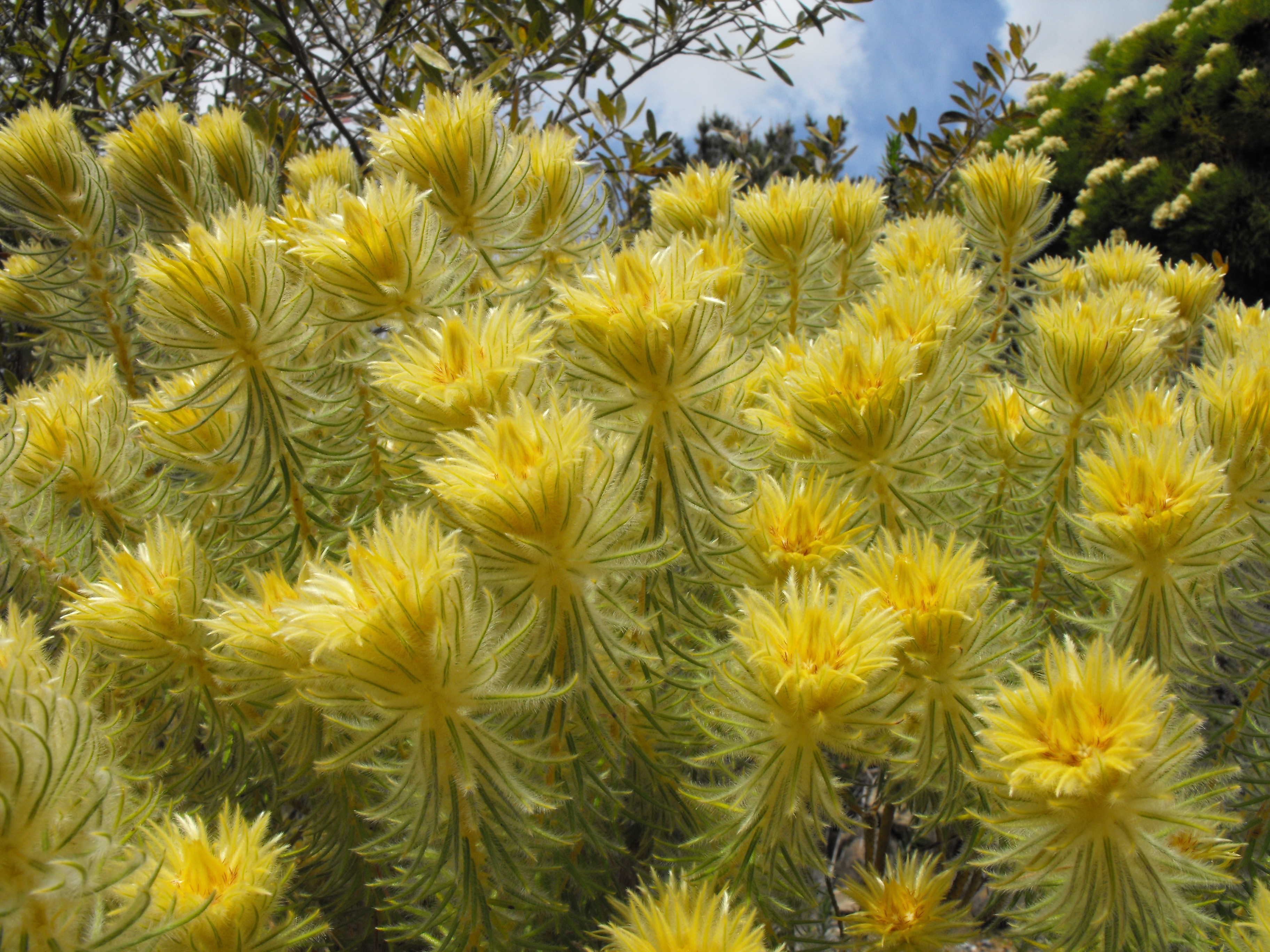
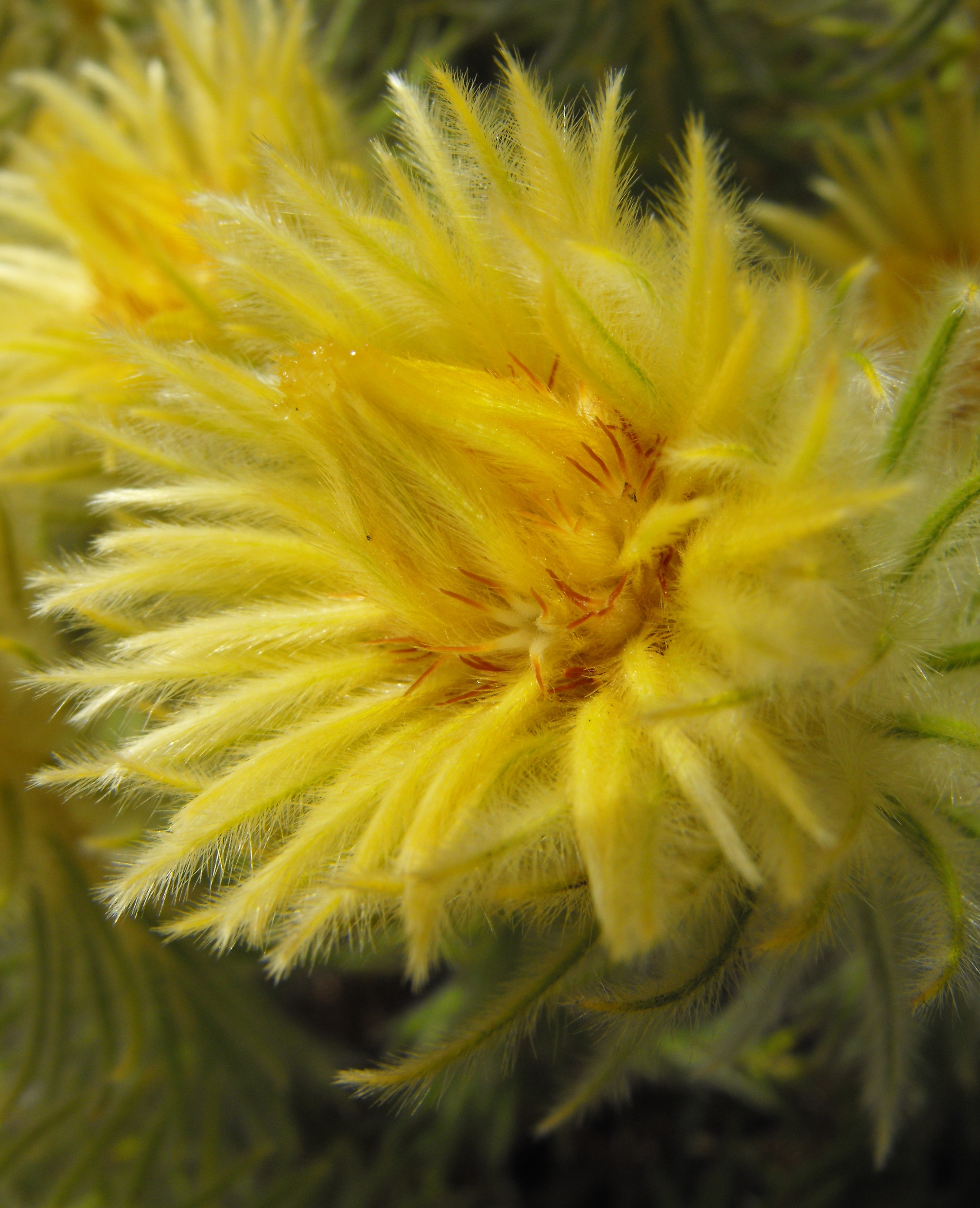
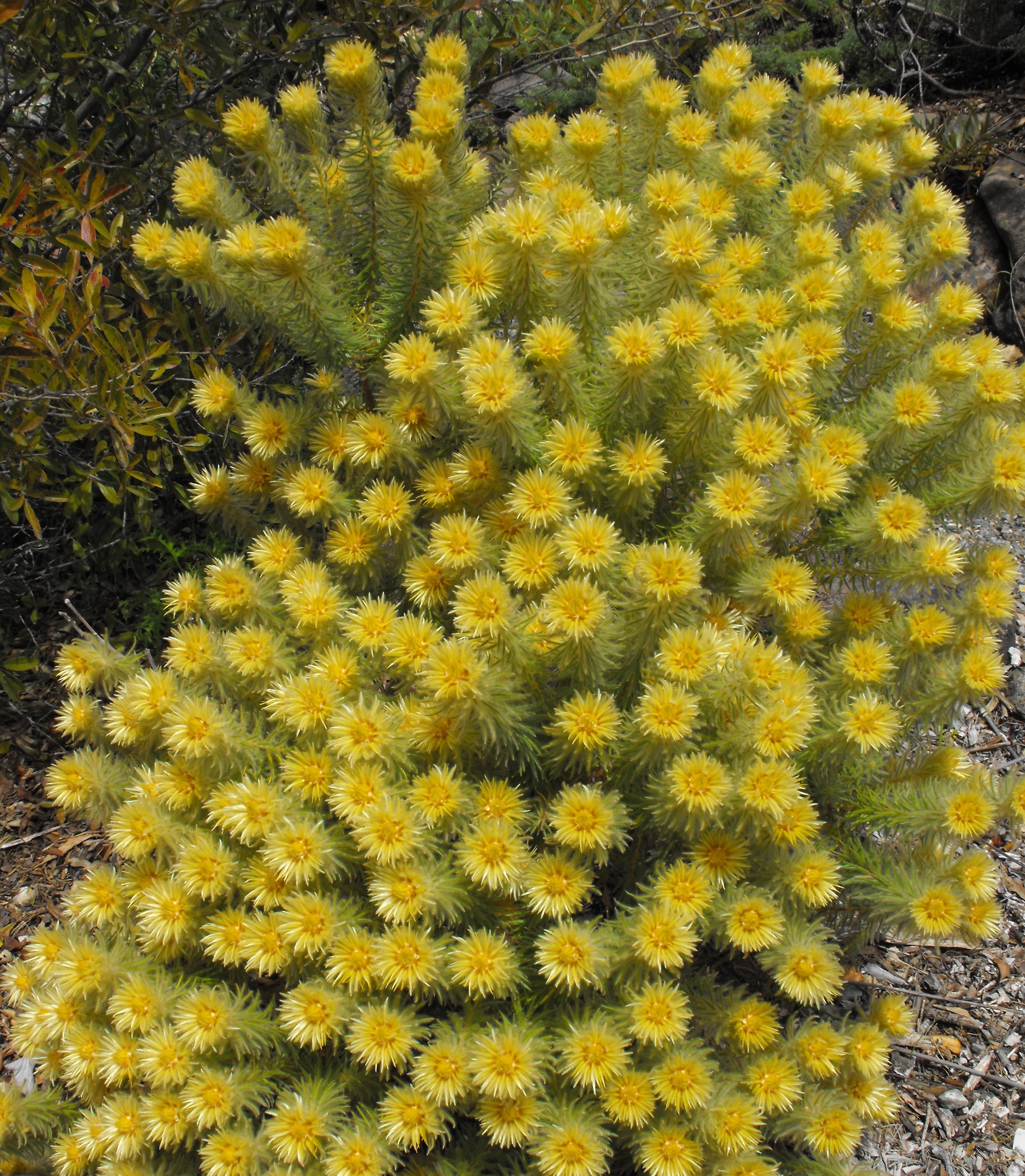